# Citrato de cafeína
 El citrato de cafeína, que se vende con el nombre comercial de Cafcit, Peyona (Colombia), entre otros, es un medicamento que se usa para tratar la falta de respiración en los bebés prematuros.  Específicamente, se administra a los bebés que nacen con menos de 35 semanas o con un peso inferior a 2 kg (4,4 lb) una vez descartadas otras causas.  Se administra por vía oral o por inyección lenta en una vena.
Los efectos secundarios pueden incluir problemas de alimentación, aumento del ritmo cardíaco, bajo nivel de azúcar en la sangre, enterocolitis necrotizante y problemas renales.  En ocasiones se recomienda probar los niveles de cafeína en la sangre.  Es una sal de ácido cítrico de la cafeína.  El citrato de cafeína se encuentra en la familia de medicamentos de la xantina.  Funciona estimulando los centros respiratorios en el cerebro. 
La cafeína fue descubierta en 1819.  Está en la Lista de medicamentos esenciales de la Organización Mundial de la Salud, los medicamentos más efectivos y seguros que se necesitan en un sistema de salud.  En el Reino Unido un vial de 10 mg cuesta £4,90.  La forma intravenosa también se puede tomar por vía oral.

## Usos médicos
El citrato de cafeína es generalmente el tratamiento preferido para apnea del prematuro. Tiene menos efectos adversos comparado con la teofilina.
La cafeína mejora la función de las vías respiratorias en el asma, aumentando el volumen espiratorio forzado (FEV1) en un 5% a 18%, durando este efecto hasta cuatro horas.

## Mecanismo
En el método de acción, la preparación es exactamente idéntica a la de base de cafeína, ya que el contraión de citrato se disocia en agua.  Las dosis de citrato de cafeína, debido al peso agregado del resto de citrato, son comprensiblemente más altas que las de base de cafeína, es decir, se necesita una dosis mayor para obtener la misma cantidad de cafeína.  La proporción de dosis terapéuticas de base de cafeína respecto de su sal de citrato es típicamente de 1:2.  Por lo tanto, la dosificación debe distinguirse claramente. 

## Fabricación
El medicamento se prepara combinando cafeína anhidra con ácido cítrico monohidrato y citrato de sodio dihidrato. 